# When It Falls
When it Falls é um álbum de estúdio da banda Zero 7, lançado em 2004.

## Faixas
1. "Warm Sound"
2. "Home"
3. "Somersault"
4. "Passing By"
5. "Over Our Heads"
6. "When It Falls (instrumental)
7. "The Space Between"
8. "Speed dial N°2"
9. "Look Up" (instrumental)
10. "In Time"
11. "Morning Song"